# 青山佾
青山 佾（あおやま やすし、1943年10月5日 - ）は、日本の地方公務員、政治学者。東京都出身。東京都人事委員会委員長。元東京都副知事、元東京都住宅供給公社理事長。博士(政治学)、明治大学名誉教授。ペンネームは郷 仙太郎（ごう せんたろう）。

## 経歴
- 1943年 青山良道の長男として生誕。
- 1967年 中央大学法学部卒業、東京都入庁[3]。経済局、中央卸売市場、目黒区、政策室、衛生局、都市計画局、生活文化局、城北福祉センター所長、高齢社会対策担当部長、福祉局企画担当部長等歴任。
- 1994年 - 1995年 東京都福祉局高齢福祉部長[3]。
- 1995年 - 1997年 東京都企画審議室計画部長[3]。
- 1997年 - 1999年 東京都政策報道室理事[3]。
- 1999年 - 2003年 東京都副知事[3]（危機管理、防災、都市構造、財政等を担当）。
- 2002年 - 2002年 東京都住宅供給公社理事長[4]。
- 2003年 - 2004年 東京都住宅供給公社理事長[5]。
- 2003年 荒川区教育委員会委員[3]。
- 2004年 - 2018年 明治大学公共政策大学院教授就任[2]。主な担当授業科目:政策創造研究、自治体経営研究、都市計画とまちづくり、災害と危機管理、対立と調整のシステム、課題設定演習、Spatial Planning、Policy Study、Research Paper、Research Method
- 2008年 - 2009年 米国コロンビア大学研究員として活動[1]。
- 2012年 - 明治大学博士（政治学）[6]。
- 2015年 - 東京都人事委員会委員長[3]。
- 2018年現在 - 明治大学名誉教授、一般社団法人都市調査会代表、一般社団法人東京都農業会議会長、東京都社会福祉協議会会長、東京都都市計画審議会会長職務代理、東京都土地利用調査特別委員会委員長代理、公益社団法人全日本不動産協会東京都本部アカデミー院長、八王子学園都市大学学長、後藤新平の会代表幹事、品川区長期計画審議会会長、墨田区都市計画審議会委員、御殿場市都市計画審議会委員、井の頭恩賜公園100年実行委員会委員長、一般社団法人全国治水砂防協会理事、日本自治体危機管理学会副会長、一般財団法人地域生活研究所顧問、神奈川工科大学評議員 、 千代田区神田駿河台まちづくり協議会座長、東京災害ポランティアネットワーク副代表、 一般財団法人防災教育推進協会評議員、フォード財団ならびにニューヨーク・ジャパンソサェティの助成により「災害に学ぶ」 日米交流プロジェクトを主宰
- 2019年 - 5月、東京都千代田区に「令和防災研究所」を設立し、所長を務める[7]。
- 2023年 - 4月、東京都慰霊協会会長[8]。

## 著書
- 1997年7月 『小説後藤新平』（郷仙太郎の筆名で執筆）学陽書房
- 1999年3月 『ケースに学ぶ行政マンの新戦略(ニューストラテジー)―係長桃子の実戦365日』（ペンネーム郷仙太郎で執筆）ぎょうせい
- 1999年4月 『首都圏計画地図』（共著）かんき出版
- 1999年8月 『小説後藤新平―行革と都市政策の先駆者』（ペンネーム郷仙太郎で執筆、1997年7月の単行本の文庫化）学陽書房人物文庫
- 2000年5月 『都心活性化地図』（共著）かんき出版
- 2001年2月 『首都圏の空』（共編著）鳳文書院
- 2002年7月 『政策創造ハンドブック』（共著）公職研
- 2002年10月 『危機管理読本』（共著）都政新報社
- 2003年2月 『東京都市論』（単著）かんき出版
- 2004年1月 『石原都政副知事ノート』（単著）平凡社
- 2006年2月 『危機発生後の72時間』（共著）第一法規
- 2007年9月 『自治体の政策創造』（単著）三省堂
- 2008年9月 『痛恨の江戸東京史』（単著）祥伝社
- 2010年5月 『都市デザイン』（共著）藤原書店
- 2010年9月 『新しい都市計画制度はどうあるべきか』都市出版
- 2010年7月 『貧困から現代が見える』（共著）都市出版
- 2010年10月 『生活保護と自治体』（共著）都市出版
- 2011年3月 『災害から学ぶ--ニューオーリンズと三宅島』都市出版
- 2011年11月 『Restoring Community Identity and Social Capital』（共著）Crisis Response Publications, USA
- 2012年8月 『都市のガバナンス』（単著）三省堂
- 2013年5月 『10万人のホームレスに住まいを』（単著）藤原書店
- 2014年2月 『危機管理学』（単著）第一法規
- 2014年10月 『世界の街角から東京を考える』（単著）藤原書店
- 2017年1月 『Olympic Cities』（共著）Routledge
- 2017年4月 『かえよう東京』（共著）鹿島出版
- 2017年4月 『創発する都市東京』（共著）都市出版
- 2017年9月 『危機管理概念の拡大と自治体政策』（単著）時事通信社
- 2018年3月 『災害発生時における自治体組織と人のマネジメント』(共著)第一法規
- 2020年3月『東京都知事列伝　巨大自治体のトップは、何を創り、壊してきたのか』（単著）時事通信社

## 翻訳書
- 『ロンドンプラン』（共著）都市出版

## 論文
- 2000年7月 災害報道の問題点（その他）産経新聞
- 2003年3月 火山噴火の観測と予知の重要性（その他）学術雑誌
- 2003年5月 計画の種類 （単著）
- 2003年6月 計画の作成過程（その他）地方自治職員研修用
- 2003年7月 計画と市民参加 （単著）地方自治職員研修用
- 2003年8月 Transmitting the Japanese Story:Toward True Cosmopolitanism （共著） Toshi Syuppan:Gaiko Forum
- 2003年9月 計画とプレス （単著） 地方自治職員研修用
- 2003年9月 異なる意見の取り扱い（その他）地方自治職員研修用
- 2003年10月 戦後東京計画の系譜（単著）地方自治職員研修用
- 2003年11月 国土計画の系譜（その他）地方自治職員研修
- 2003年11月 ヤクショは変わることができるか（その他）広報（日本広報協会）
- 2003年12月 基礎的指標の作成 （単著）地方自治職員研修用
- 2004年1月 自治体政策創造論の提唱 （単著）EX（ぎょうせい）
- 2004年1月 危機管理と道 （単著）高速道路と自動車（雑誌）
- 2004年1月 ロンドンプラン （単著）地方自治職員研修用
- 2004年2月 計画論からみた首都圏連合 （単著）地方自治職員研修用
- 2004年2月 災害時の自然科学と情報流通 （単著）自然災害科学（学会誌）
- 2004年2月 分水嶺（その他）平凡社「月刊百科」496号
- 2004年3月 危機には自治体の全能力が問われる （単著）Ｂeacon Authority（雑誌）
- 2004年3月 千代田に中心力を（その他）東京新聞
- 2004年3月 パリ大改造計画 （その他）地方自治職員研修用
- 2004年4月 臨海副都心シンポジウム基調講演（その他）毎日新聞
- 2004年4月 ローマの計画 （単著）地方自治職員研修用
- 2004年5月 都市とは何か （単著）地方自治職員研修
- 2004年6月 目指すべき都市像 （単著）地方自治職員研修
- 2005年3月 容積率と都市景観 （単著）大学・研究所紀要　明治大学大学院ガバナンス研究科『ガバナンス研究』
- 2005年4月 容積率制度はこれでいいか （単著）公職研『地方自治職員研修』
- 2005年5月 特別養護老人ホームはまだ足りない（単著）公職研『地方自治職員研修』
- 2006年3月 社会的包容力仮説 （単著）大学・研究所紀要　明治大学大学院ガバナンス研究科『ガバナンス研究』
- 2006年3月 公共政策の未来と自治体の役割 （単著）ぎょうせい『EX』
- 2006年4月 総合計画の使い方 （単著）ぎょうせい『月刊ガバナンス』
- 2006年8月 国策としての少子化対策を （単著）都政研究社『都政研究』
- 2006年8月 分散から集中への政策転換 （単著）ぎょうせい『月刊ガバナンス』
- 2006年10月 市場化と公共関与 （単著）ぎょうせい『月刊ガバナンス』
- 2006年11月 危機管理における統合と分離 （単著）学術雑誌「都市問題研究」
- 2007年6月 ２１世紀の都市防災 （単著）学術雑誌「都市問題研究」
- 2007年12月 東京大改造・都市更新の必要性 （単著）学術雑誌「不動産経済」
- 2007年12月 市民と行政 （単著）エッセイ「自治体法務研究」
- 2008年3月 Public-Private Cooperation in Livelihood Support for Victims of the 000 Miyakejima Eruption（単著）大学・研究所紀要「Journal of Governance Studies」
- 2009年1月 都市計画制度の再構築 （単著）学術雑誌「都政研究」
- 2009年1月 市民活動 財政強化が鍵 （単著）読売新聞
- 2009年3月 Urban Policy in Postwar Tokyo: Features and Issues （単著）　大学・研究所紀要「Journal of Governance Studies」
- 2009年9月 市場経済・市民活動・行政のバランス （単著）　エッセイ「自治体法務研究」
- 2009年12月 東京外環道の予算執行停止について （単著）読売新聞
- 2010年1月 都市の社会資本と社会保障 （単著）学術雑誌「都政研究」
- 2010年3月 貧困問題に関わって （単著）エッセイ「自治体法務研究」
- 2010年3月 Report: New Orleans and Miyakejima--What Learn from Disasters　（共著）大学・研究所紀要「Journal of Governance Studies」
- 2010年4月 東京の都市基盤整備と今後の課題 （単著）学術雑誌「都政研究」
- 2010年8月 東京都市計画の課題 （単著）学術雑誌「都政研究」
- 2010年9月 福祉における手当とサービス （単著）エッセイ「自治体法務研究」
- 2011年4月 首都圏に支える責任 （単著）読売新聞
- 2011年4月 雇用改善と貧困解消 （単著）東京新聞
- 2011年5月 後藤新平と震災復興 （単著）学術雑誌「自治体法務研究」
- 2011年6月 関東大震災と後藤新平 （単著）読売新聞
- 2011年10月 後藤新平に学ぶ「公」（単著）日本経済新聞
- 2012年2月 公共政策大学院の現状と課題 （単著）学術雑誌「自治体法務研究」
- 2012年3月 通信手段の多様化 （単著）東京新聞
- 2012年3月 The evolving Concept of Crisis Management （単著）　学術雑誌「Journal of Governance Studies」
- 2012年4月 地域コミュニティーで孤立防止 （単著）東京新聞
- 2012年7月 オリンピックと都市の進化 （単著）学術雑誌「都政研究」
- 2012年8月 東京の地下鉄-都市の機能から見た現状と問題点 （単著）　学術雑誌「運輸と経済」
- 2012年8月 地震火災の避難方法啓発 （単著）東京新聞
- 2013年2月 首都高の老朽化 （単著）東京新聞
- 2013年3月 「ピンポイントな情報大切」（単著）東京新聞
- 2014年6月 「オリンピックと都市――2020年東京オリンピックとまちづくり」　『日本不動産学会誌』
- 2015年1月 「東京都政の新しい課題」『都政研究』都政研究社
- 2016年1月 「都市の発展と用途・容積率」『住宅土地経済』　公益財団法人日本住宅総合センター
- 2016年1月 「東京都市構造論考」『都市研究』都政研究社
- 2016年3月 「Urban Planning Challenge and the Olympic Games: Tokyo, 1964 and 2020」ISS Research Series（単著）　大学・研究所紀要「ISS Research Series」
- 2016年3月 「Challenges in Urban Agriculture」『Review of Governance Studies』　Meiji University Graduate School of Governance Studies（単著）大学・研究所紀要「Governance Studies, Meiji University」
- 2017年1月 「格差の解消と自治体議会の役割」（単著）『実践自治』自治体議会政策学会
- 2017年3月 「Urban Structure for the Tokyo 2020 Olympics」『Review of Governance Studies』Meiji University Graduate School of Governance Studies（単著）学術雑誌「Meiji University」
- 2017年12月 「イタリア中部地震被災地のいま」（単著）『自治体法務研究』ぎょうせい
- 2018年2月 「首都圏空港のこれから」（単著）『運輸と経済』交通経済研究所
- 2018年3月 「大都市圏化を指向するパリ」（単著）『自治体法務研究』ぎょうせい

## 学会発表
- 2004年7月 土木建設技術シンポジウム２００４特別講演『都市の戦略』，社団法人土木学会
- 2006年10月 国際交流基金シンポジウム『ハリケーン・カトり－ナ災害復興のための日米対話』，国際交流基金
- 2006年11月 大東文化大学シンポジウム『自治体と危機管理』，大東文化大学
- 2006年11月 都市政治フォーラム国際シンポジウム『市場化と公共関与』明治大学
- 2007年9月 ガバナンス研究科シンポジウム『 新しい自治のかたち』明治大学
- 2007年10月 ガバナンス研究科シンポジウム『災害とライフライン』明治大学
- 2010年5月 Crisis Management of the 2000 Miyakejima Volcanic Eruption（Cities on Volcanoes6）International Association of Volcanology and Chemistry of the Earth's Interior
- 2013年11月 Urban Constrution and Management（Beijing International Forum）
- 2013年12月 New Models for governing agglomerations: city, region, country（Moscow Urban Forum）
- 2015年1月 運輸と経済フォーラムシンポジウム「東京五輪に向けて」明治大学
- 2016年6月 東京新聞シンポジウム「オリンピックと都市」明治大学
- 2017年 Olympic交通
- 2017年6月 Global Projects of Renovations of Metropolitan Development（Moscow Urban Forum）
- 2017年6月 ガバナンス研究科シンポジウム「オリンピックと都市の課題」明治大学
- 2017年6月 運輸と経済フォーラム「東京の都市構造と公共交通の役割」交通経済研究所
- 2017年10月 日仏協会シンポジウム「Gran Paris and Gran Tokyo」日仏会館
- 2018年3月 全日アカデミーシンポジウム「人口減少と高齢化」全国不動産協会
- 2018年3月 都市調査会シンポジウム「Social Inclusion and Homeless Zero」、明治大学
- 2018年5月 「Strengthen Uraban Planning ---Improve City Quality」,Beijin
- 2018年8月 Smart City International Expo2018「International Model of the Greater Bay Area Constraction-- in case of Tokyo」, Shenzhen
- 2018年10月 Days of Moscow in Tokyo; at primary session 「The Urban Development in Tokyo : Potential similarities and points of cooperation between Tokyo and Moscow (mass housing, public spaces,hosting meg-events) 」, at Sustainablity session; “Towards Sustainable Megacity. Policies, Infrastructure, Architecture”: parks and public spaces"
- 2018年10月 International Forum on Urban Government of Capital Cities"The Urban Governance in Tokyo : Features and Issues", Beijing Academy of Development and Strategy, Renmin University of China
- 2018年12月 China Sports Culture Expo & China Sports Tourism Expo「Olympic Cities」
- 『地震火災の避難方法啓発』
- 『東京の地下鉄-都市の機能から見た現状と問題点』運輸と経済 72(8) 28-34 2012年